# Porcellio yemenensis
Porcellio yemenensis là một loài chân đều trong họ Porcellionidae. Loài này được Barnard miêu tả khoa học năm 1941.